# Thulit
Thulit är en opak, massiv rosa eller röd variant av mineralet zoisit. Den upptäcktes i Sauland, Telemark, Norge år 1820. Namnet gavs av Anders Gustaf Ekeberg  från en myt om Thule. Man tror att Thule är Norge. Stenen kallas ibland även rosalin eller rosa zoisit.
Färgen kommer från en förorening av mangan. Thulit förekommer ofta blandad med vit kalcit. Den hittas i vener i många olika typer av bergarter. Den återfinns i Australien, Norge, Sydafrika och Österrike.
Mineralet används till juveler som cabochon eller dekorsten. Det kan förväxlas med rodonit.
- Wikimedia Commons har media som rör Thulit.